# Peter Jensen (Politiker, 1914)
Hans Jakob Peter Thue Jensen (auch Thue Jakob Peter Hans Jensen; * 16. November 1914 in Saattut; † 1993) war ein grönländischer Katechet und Landesrat.

## Leben
Peter Jensen war der Sohn des Jägers Peter Edvard Kristian Mathias Jensen (1879–?) und seiner Frau Juliane Marie Theresie Leibhardt (1886–?). Er heiratete am 17. August 1938 in Savissivik Therese Hanne Judithe Geisler (1915–?), Tochter von Hans Peter Hendrik Geisler (1874–?) und Martha Cecilie Kathrine Mathiasen (1882–1920). Aus der Ehe ging unter anderem der Sohn Ilannguaq G. Jensen (* 1939) hervor.
Peter Jensen zog in den 1930er Jahren in den Thuledistrikt, um dort als Katechet zu wirken. Er war jahrzehntelang in Savissivik tätig. Dafür erhielt er 1959 die Kongelige Belønningsmedalje. Ab 1961 wurden Nord- und Ostgrönland in Landesratswahlkreise eingeteilt und Peter Jensen wurde erster Landesrat für den Wahlkreis 14, der den ehemaligen Thuledistrikt umfasste. Von 1963 bis 1966 war er eine weitere Legislaturperiode lang im Mitglied im grönländischen Landesrat. Es ist unklar, ob der Peter Jensen, der 1990 den Nersornaat in Silber erhielt, er ist. Peter Jensen starb 1993 mit knapp 80 Jahren.